# Hammerfest
Hammerfest je město a oblast (kommune) v severním Norsku, nachází se v kraji Finnmark. Ve městě žije přibližně 11 tisíc obyvatel.

## Historie
Spolu s městem Vardø je Hammerfest nejstarším městem v severní části Norska. Písemné zmínky o rybářské osadě, ležící v těchto místech, pochází už ze středověku, nicméně při archeologických průzkumech se zjistilo, že lidé v této oblasti žili dokonce již v době kamenné. Samotný královský dekret, potvrzující práva města pro Hammerfest, byl vydán v roce 1789.

### Napoleonské války
V dobách napoleonských válek bylo Norsko napadeno Velkou Británií a v reakci na tento útok se přidalo na stranu Napoleona. Hammerfest byl tehdy významným obchodním centrem Norska, což si jeho obyvatelé uvědomovali, proto jako preventivní opatření sestavili milice tvořené dobrovolníky. I přes tyto snahy se město nakonec neubránilo nájezdu britského námořnictva. Po tomto drancování bylo opevnění města vylepšeno a ve městě se také usídlila stálá královská námořní posádka.

### Konec 19. století
V roce 1890 město postihl ničivý požár, který sežehl polovinu města. Následně se do Hammerfestu sjela humanitární pomoc prakticky z celého světa a zničená část města byla vystavěna znovu. Za zmínku stojí jméno německého císaře Viléma I., který na obnovu města přispěl asi největším dílem. V roce 1891 se Hammerfest na žádost jeho obyvatel stal prvním elektricky osvětleným městem v severní Evropě.

### Období II. světové války

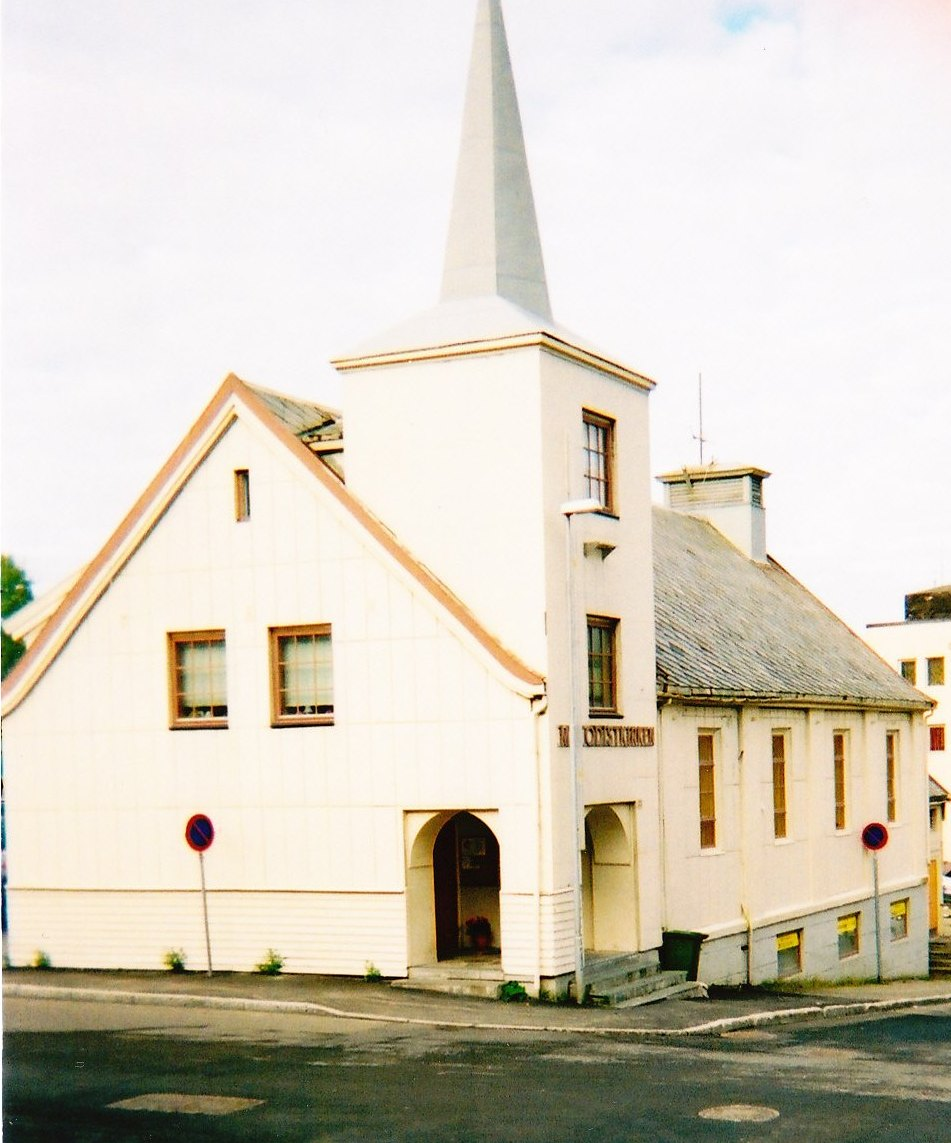

Za II.světové války nacistické Německo okupovalo Norsko a Hammerfest samozřejmě nebyl výjimkou. Jelikož město nebylo pro Němce na začátku války strategicky důležitým, byla zde vybudována jen nevelká vojenská základna. Tato základna ale nabyla mnohem většího významu poté, co Sovětský svaz reorganizoval svou obranu a zahájil protiútok vůči Německu. Z přístavu Hammerfestu se stala místní nejvýznamnější základna německých ponorek, které v oblasti měly za úkol napadat britské zásobovací konvoje, mířící do Ruska. V okolí města vybudovali Němci jakýsi improvizovaný „obranný val“, který čítal několik desítek děl a další vojenskou techniku. Jakmile se průběh války zvrátil, Němci začali město opouštět a při svém ústupu velmi důsledně uplatňovali taktiku „Spálené země“, v důsledku čehož byl Hammerfest do základů zničen. Ve druhé polovině 20. století se i díky štědré zahraniční pomoci město opět vystavělo od znova a dnes je tu vše, co lidé potřebují k životu. Za návštěvu mimo jiné stojí Hammerfestkirke, kostel postavený v šedesátých letech dvacátého století při obnově severu nebo třeba technické památky v přístavu.

### Městský znak
Znak prošel za dobu dlouhé a spletité historie města značným vývojem, od roku 1938 se používá ten s ledním medvědem na červeném pozadí a zlatou korunou, která celý znak „zastřešuje“.

## Geografie
Hammerfest se nachází přibližně 500 kilometrů za polárním kruhem a jedná se tak o nejsevernější město na naší planetě. Tento „titul“ je ale sporný, jelikož ještě pár obcí leží i severněji, než Hammerfest. Například norská osada Honningsvåg leží ještě o pár kilometrů severněji, ale jelikož v něm žije méně než 5000 obyvatel, nesplňuje tak norská kritéria pro udělení statutu města. Samotná „oblast“ Hammerfest se pak rozkládá na třech ostrovech Kvaløya, Sørøya a Seiland, ale samotný intravilán města leží na západním pobřeží ostrova Kvaløya, který je s pevninou spojen silničním mostem (most Kvalsund). Pobřeží v okolí Hammerfestu se nachází velmi blízko Golfskému proudu a tato skutečnost rovněž může za to, že námořní přístav Hammerfest po celý rok nezamrzá. Pro ilustraci – vodní hladinu Hudsonova zálivu (v Kanadě), ležící o tisíc kilometrů jižněji než Hammerfest, každoročně na půl roku pokryje led.

### Klima
Hammerfest leží za polárním kruhem, tudíž zde od prosince až do ledna nesvítí Slunce (období polární noci). Po zbytek roku naopak Slunce svítí i v nočních hodinách (období polárního dne). I přesto, že město leží až daleko na severu, nenachází se zde permafrost, protože průměrná roční teplota dosahuje dvou stupňů Celsia. V červenci se teplota dostane i mírně přes deset stupňů Celsia nad nulou. V období polární noci v Hammerfestu zpravidla vydatně sněží a napadne i několik metrů vysoká sněhová pokrývka. Naopak v červenci je zde na místní poměry sucho (50 mm). Roční úhrny srážek se pohybují okolo 820 mm.

## Doprava

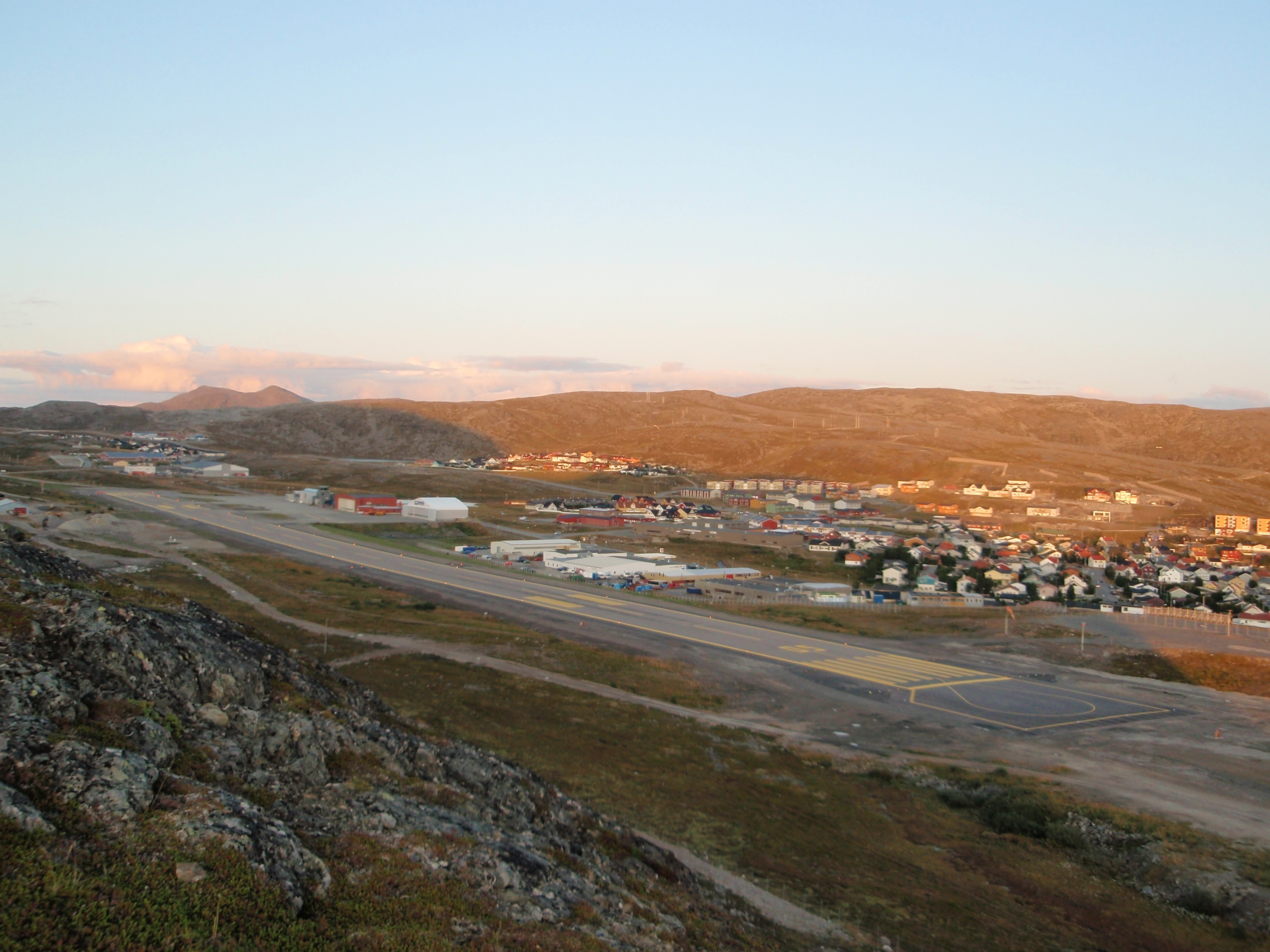
Letiště Hammerfest (2009)

Město Hammerfest je napojeno na síť hlavních norských silnic a s pevninou je spojeno silničním mostem Kvalsund. Námořní přístav u tohoto města je dodnes velmi frekventovaným místem, jak pro nákladní, tak pro osobní dopravu. V roce 1974 bylo na ostrově Kvaløya vybudováno letiště, které se nachází zhruba dva kilometry (vzdušnou čarou) od centra Hammerfestu. Před rokem 1974 zajišťovaly letecké spojení Hammerfestu se světem pravidelné linky hydroplánů. Dnes už lze hydroplán v přístavu spatřit jen příležitostně.

## Partnerská města
- Haparanda, Švédsko
- Ikast, Dánsko
- Petersburg, USA
- Tornio, Finsko
- Trelleborg, Švédsko
- Mokpcho, Jižní Korea [2]

## Fotogalerie

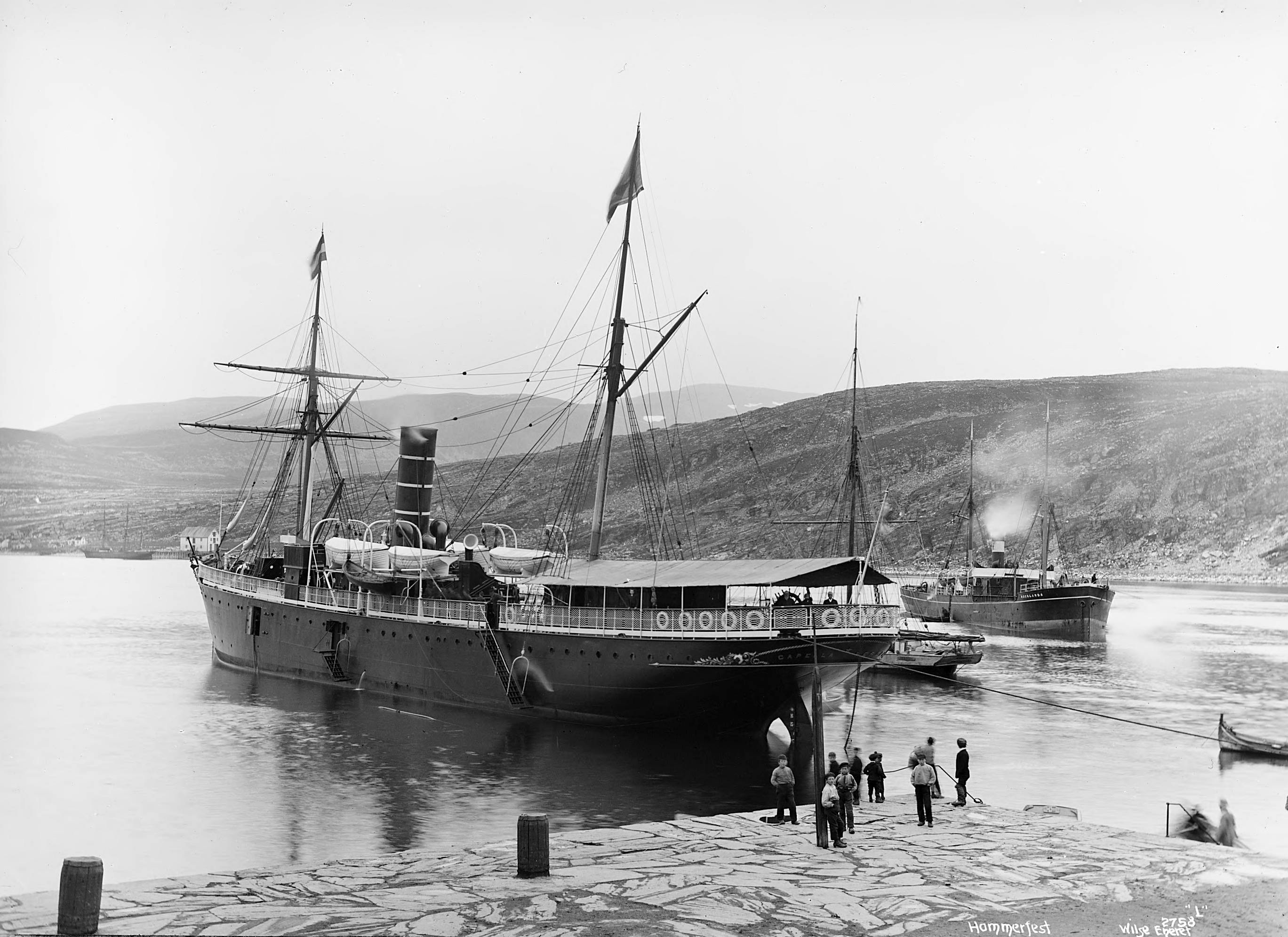
Cestovní loď DS Capella v Hammerfestu (1890)
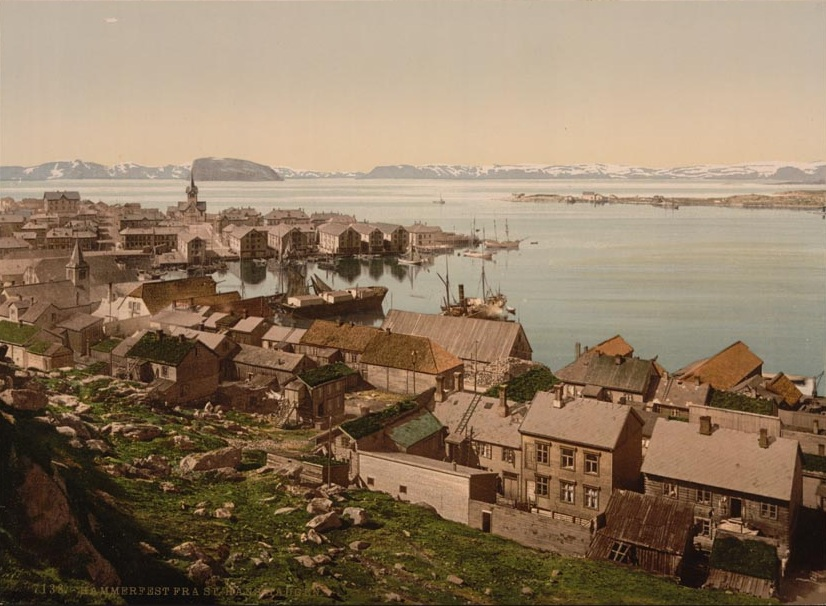
Pohlednice z 19. století
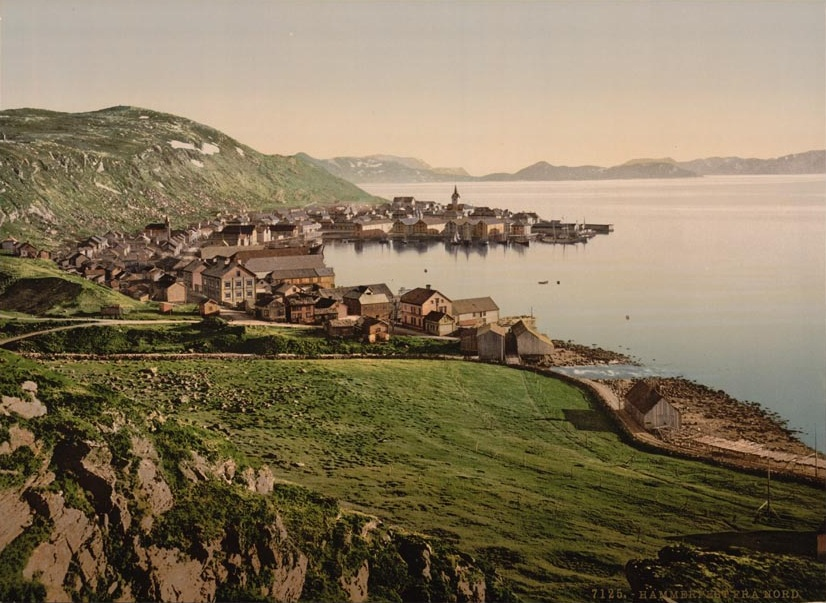
Podobná pohlednice rovněž z 19. století
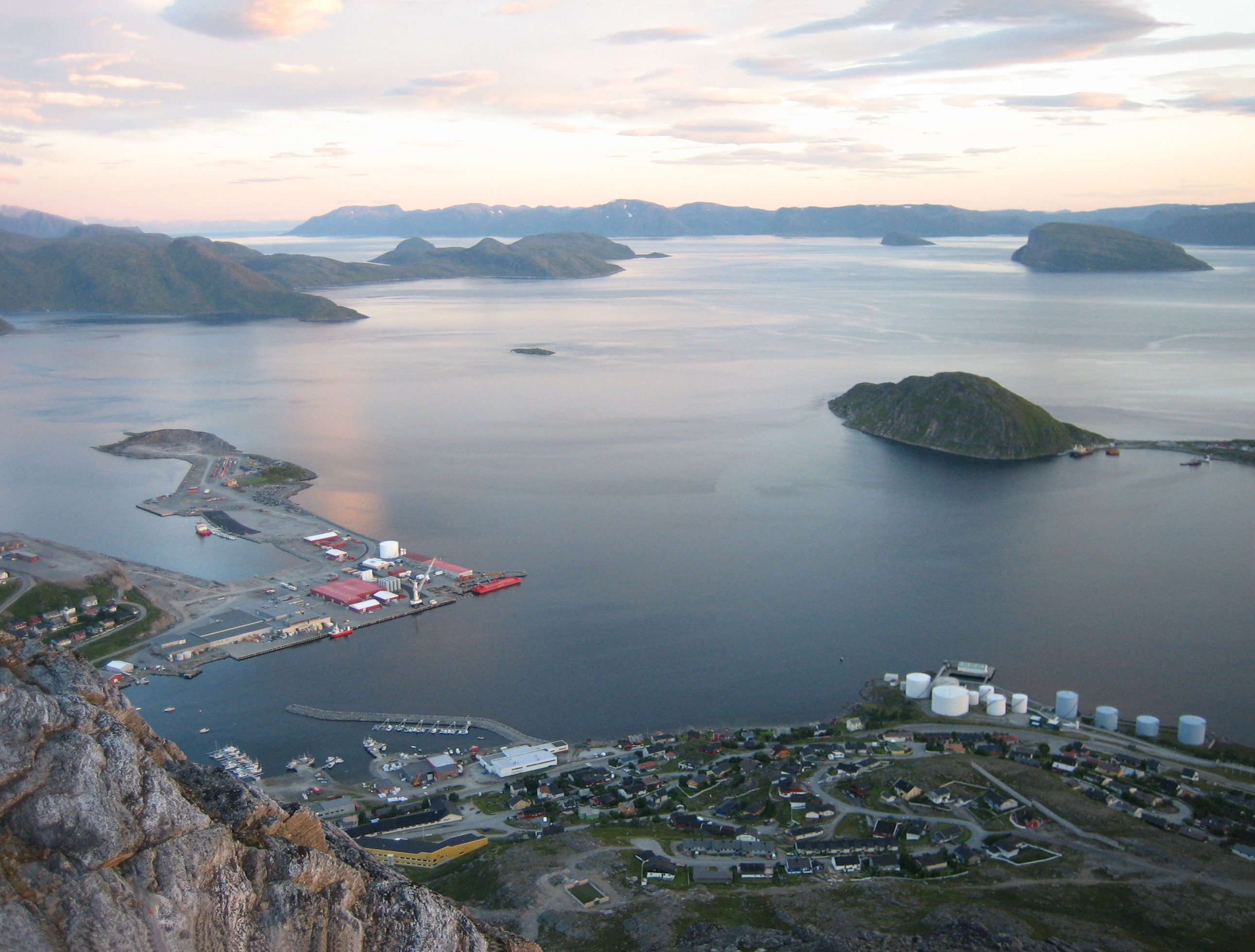
Letecký snímek zálivu u Hammerfestu
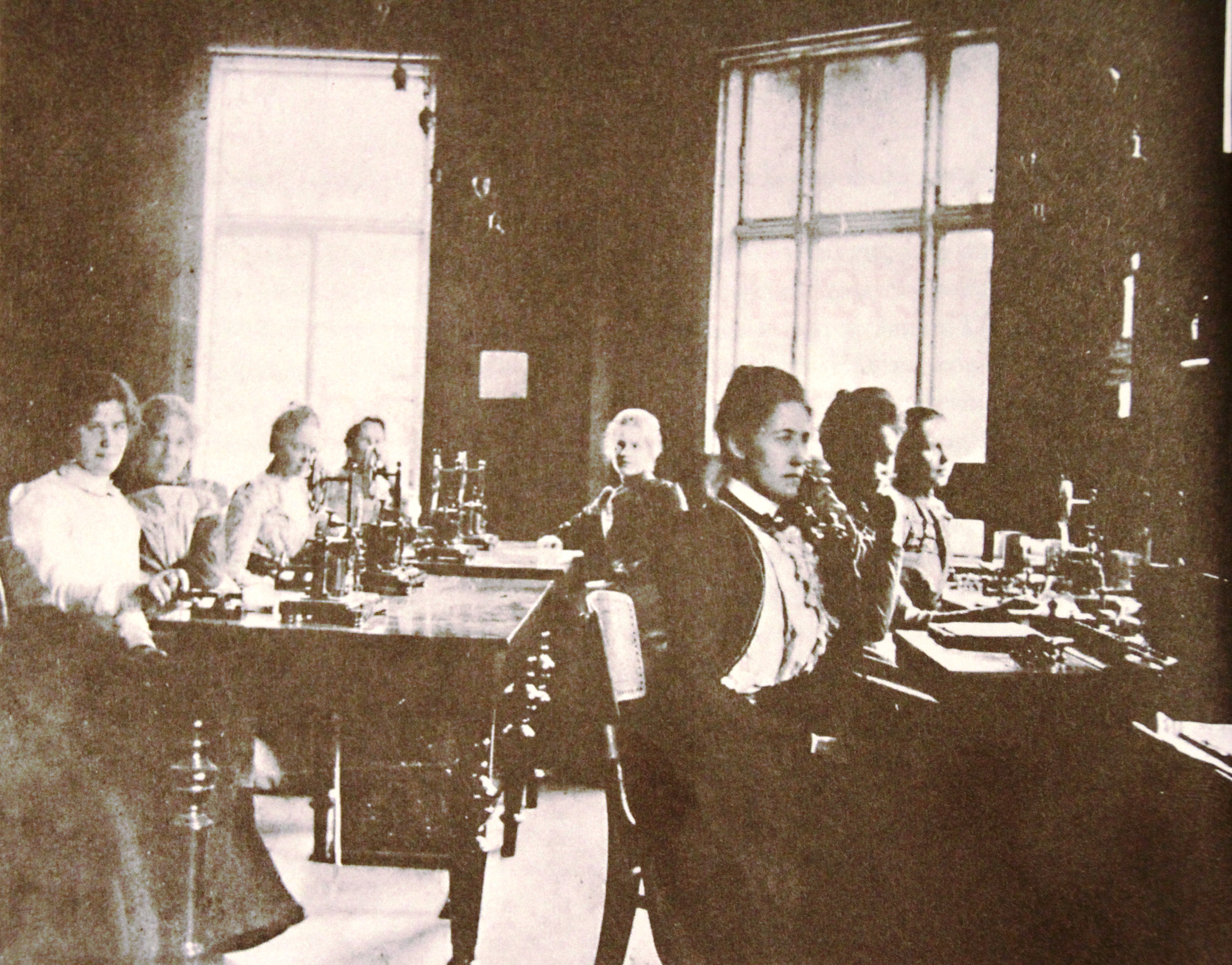
Telegrafická ústředna (1870)
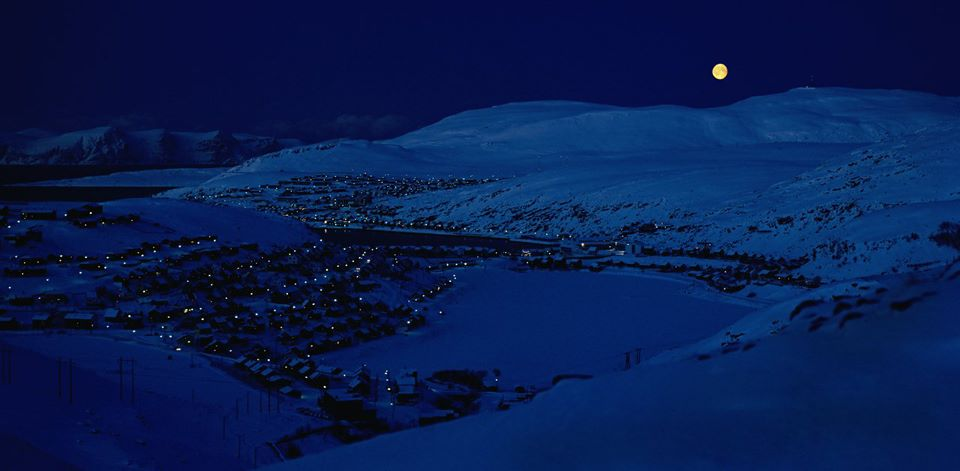
Hammerfast v období polární noci
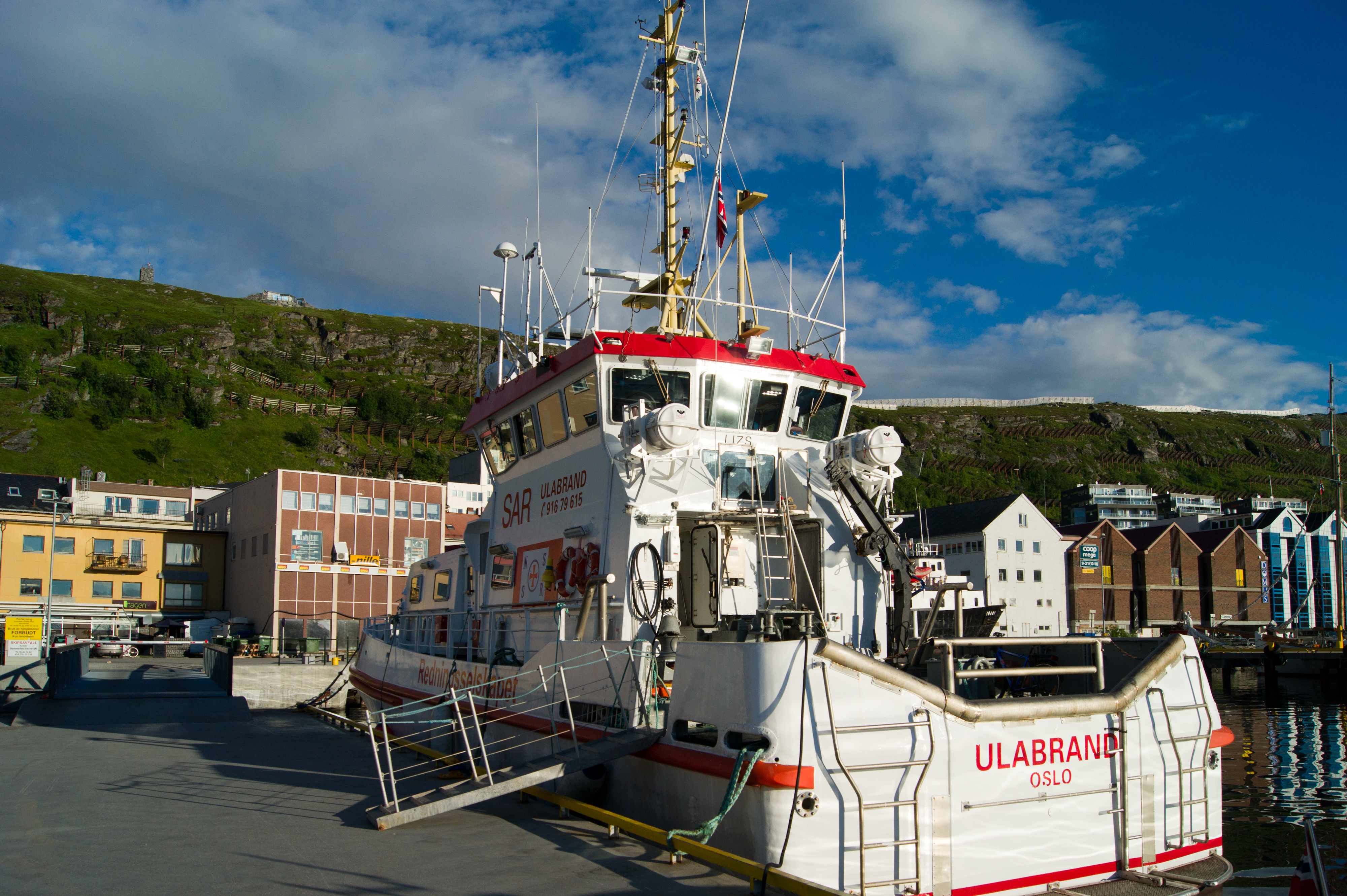
Loď pobřežní hlídky v přístavu Hammerfest
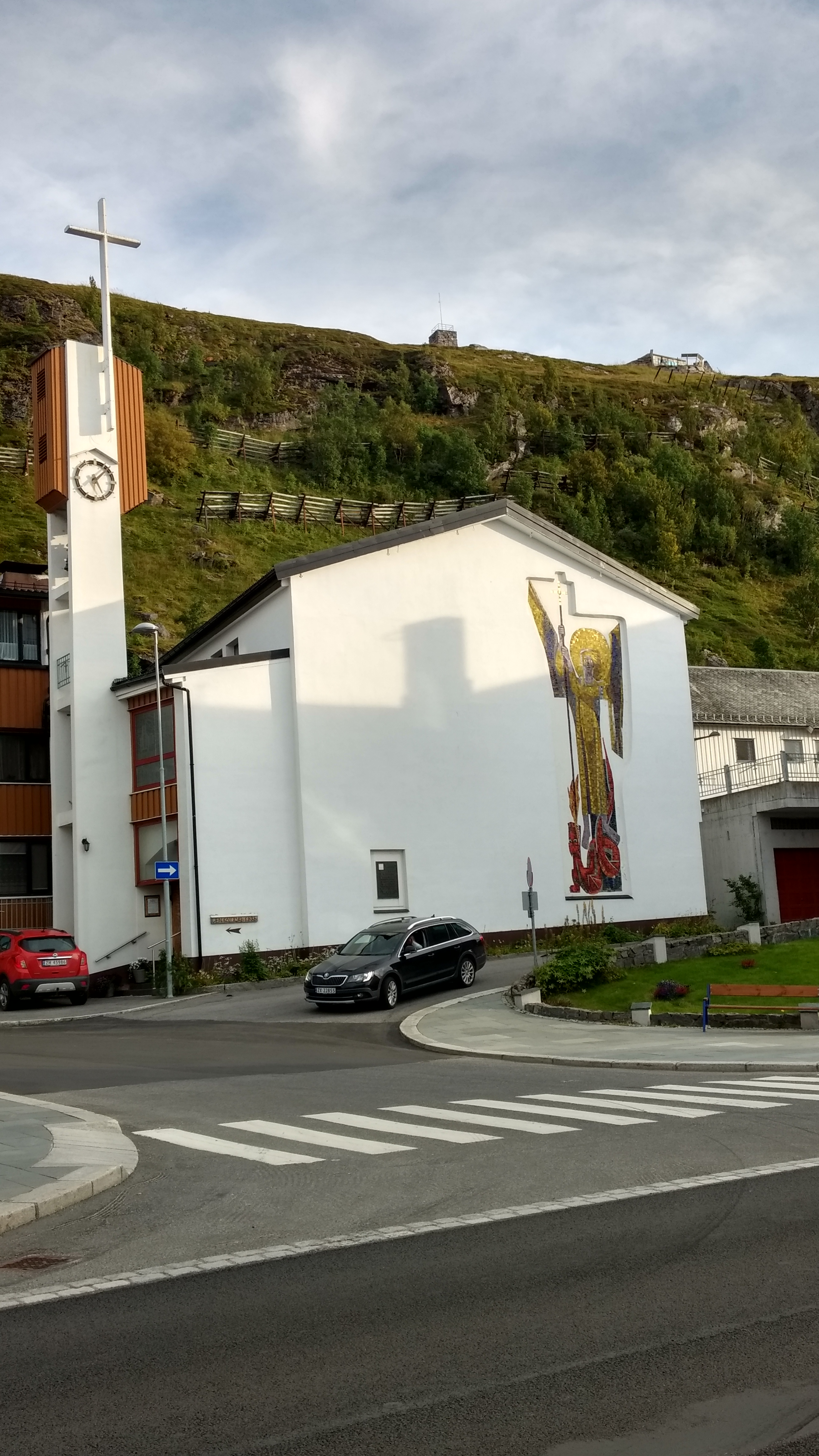
Katolický kostel sv. Michaela, nejseverněji položený katolický farní kostel